# PSO J318.5-22
PSO J318.5-22 er et ekstrasolart objekt og planetkandidat , der ikke ser ud til at være i omløb om en stjerne. Den befinder sig ca. 84 lysår væk og hører til stjernegruppen Beta Pictoris. Objektet blev opdaget i 2013 på billeder taget af Pan-STARRS PS1 teleskop. Objektets alder menes at være 12 millioner år, hvilket er det samme som Beta Pictoris gruppen.